# La Capelle-Balaguier

La Capelle-Balaguier este o comună în departamentul Aveyron din sudul Franței. În 1 ianuarie 2022 avea o populație de 345 de locuitori.